# Yannis Voisard
Yannis Voisard, né le 26 juillet 1998, est un coureur cycliste suisse, membre de l'équipe Tudor.

## Biographie
Yannis Voisard commence le cyclisme à l'âge de dix ou onze ans et débute en compétition au Groupe Sportif Ajoie, en catégorie cadets (moins de 17 ans). Il combine à la fois sa carrière cycliste et des études en biologie à l'université de Neuchâtel, où il bénéficie d'un emploi du temps aménagé,. Il obtient son bachelor en biologie, après six ans d'études, en 2023.
Chez les juniors, il court au GS Ajoie en Suisse et à l'EC Baume-les-Dames en France, où il se fait remarquer par ses qualités de grimpeur. Il s'impose notamment sur la course de côte Martigny-Mauvoisin en 2016, dans sa catégorie. Il fait ensuite ses débuts espoirs en 2017 au sein de l'équipe de développement de Roth-Akros.
En 2018, il signe avec l'équipe continentale suisse Akros-Renfer SA, avec qui il se classe troisième du championnat de Suisse de la montagne et quinzième du Sibiu Cycling Tour. L'année suivante, il est sixième du championnat de Suisse espoirs, onzième du Tour de Savoie Mont-Blanc et dix-neuvième de la Polynormande. 
En 2020, il change de formation et rejoint l'équipe Swiss Racing Academy. Au cours d’une saison perturbée par la pandémie de Covid-19, il se distingue en terminant sixième du Tour d'Italie espoirs et onzième de la Ronde de l'Isard, deux courses par étapes réputées pour les grimpeurs espoirs.
En juin 2021, il s'impose sur une étape du Tour d'Italie espoirs, sa plus grande victoire.

## Palmarès
- 2016
  - Martigny-Mauvoisin juniors
- 2017
  - 3e de Martigny-Mauvoisin amateurs
- 2018
  - 3e du championnat de Suisse de la montagne (Coire-Arosa)
- 2020
  - 2e étape du Giron du Nord Vaudois
  - Martigny-Mauvoisin amateurs
  - 3e du championnat de Suisse de la montagne
- 2021
  - 9e étape du Tour d'Italie espoirs
- 2022
  -  Champion de Suisse de la montagne[10]
  - Classement général de l'Alpes Isère Tour
- 2023
  - 4e étape du Tour de Hongrie
  - 2e du championnat de Suisse du contre la montre
  - 3e du Tour de Hongrie
- 2024
  - 8e du Tour de Pologne
- 2025
  - 3e du championnat de Suisse du contre-la-montre

### Résultats sur les grands tours

#### Tour d'Italie
1 participation
- 2025 : 32e

## Classements mondiaux
| Année                                 | 2018  | 2019  | 2020  | 2021  | 2022 | 2023 | 2024 |
| ------------------------------------- | ----- | ----- | ----- | ----- | ---- | ---- | ---- |
| Classement mondial                    | 2584e | 2289e | 1417e | 1740e | 776e | 305e | 258e |
| UCI Europe Tour                       | 1727e | 1470e | 1065e | 1198e | 586e | nc   | nc   |
|                                       |       |       |       |       |      |      |      |
| Légende : nc = non classéSource : UCI |       |       |       |       |      |      |      |